# Pigeon frisé
 (septembre 2017).
Le pigeon frisé est une race de pigeon d'ornement issue du pigeon biset (Columba livia), et fruit de plusieurs années d'élevage sélectif. Elle se caractérise par la frisure des plumes sur le bouclier. Cette race existe à tête lisse ou à tête ornée d'une coquille.

## Galerie

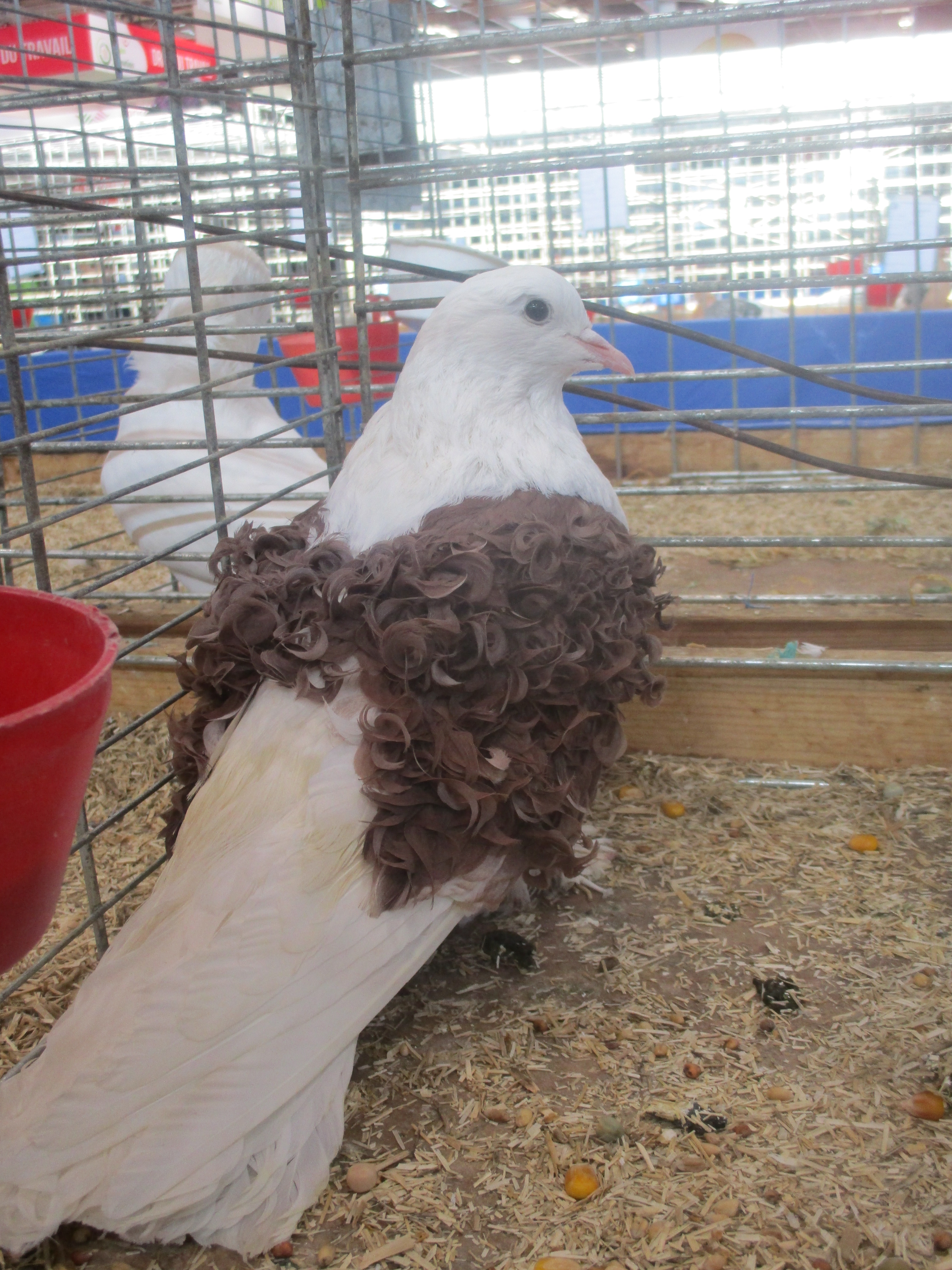
Pigeon frisé blanc à manteau rouge
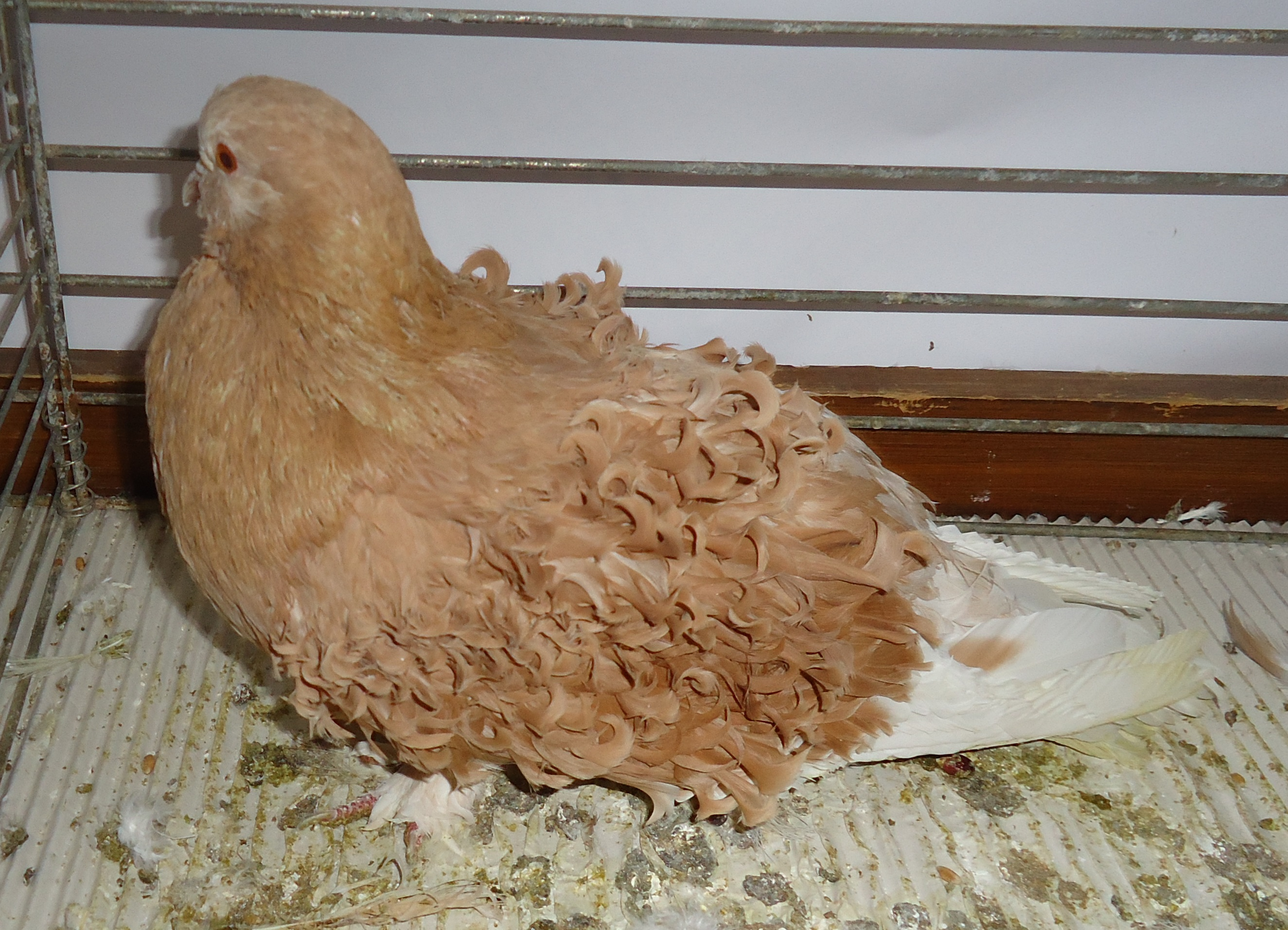
Pigeon frisé jaune
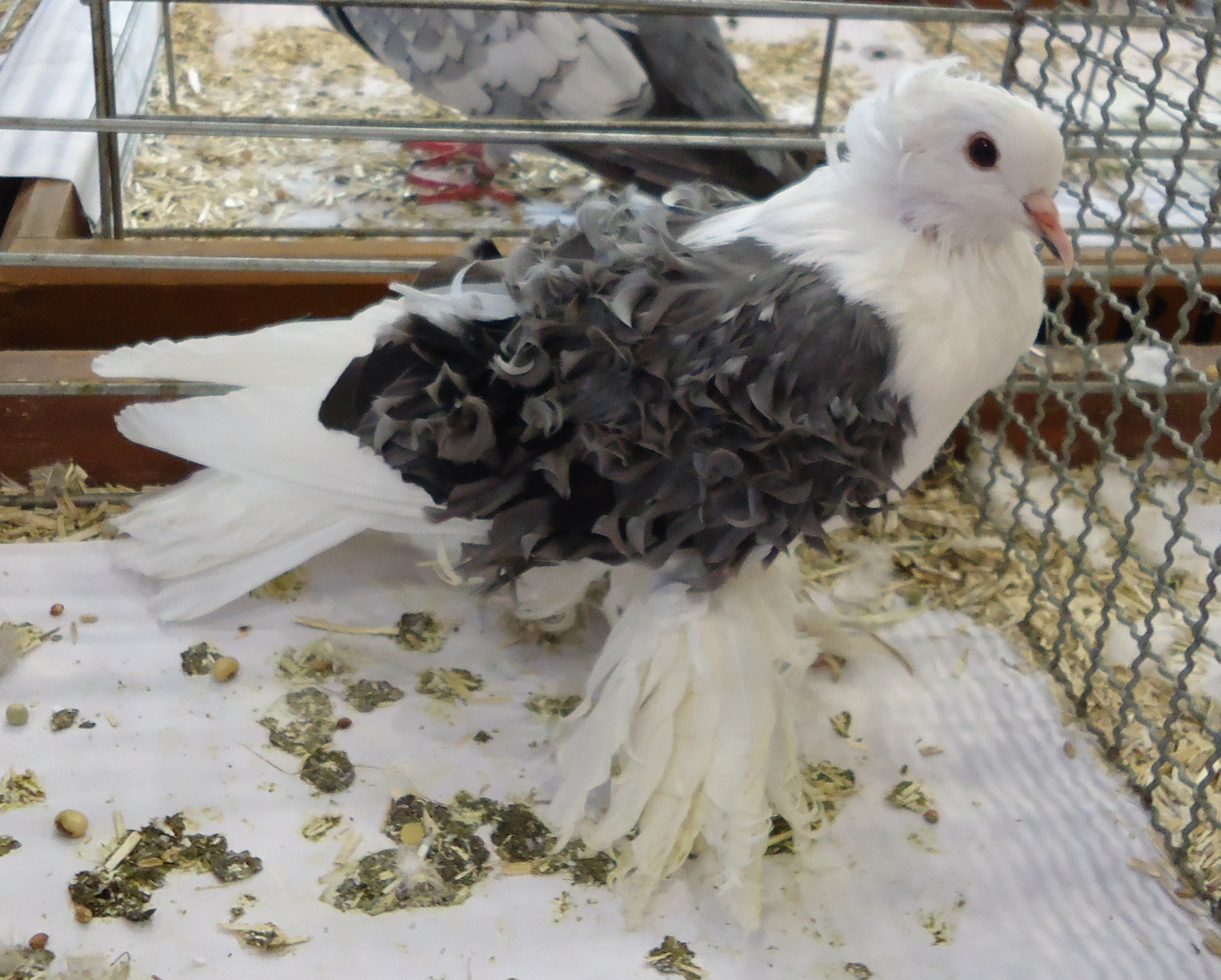
Pigeon frisé à coquille blanc à manteau bleu
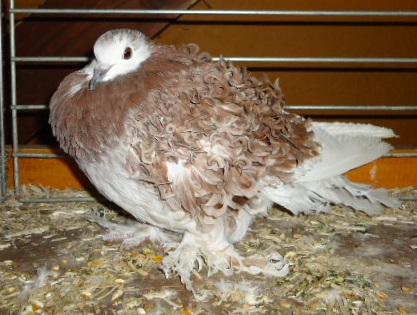
Pigeon frisé grison rouge
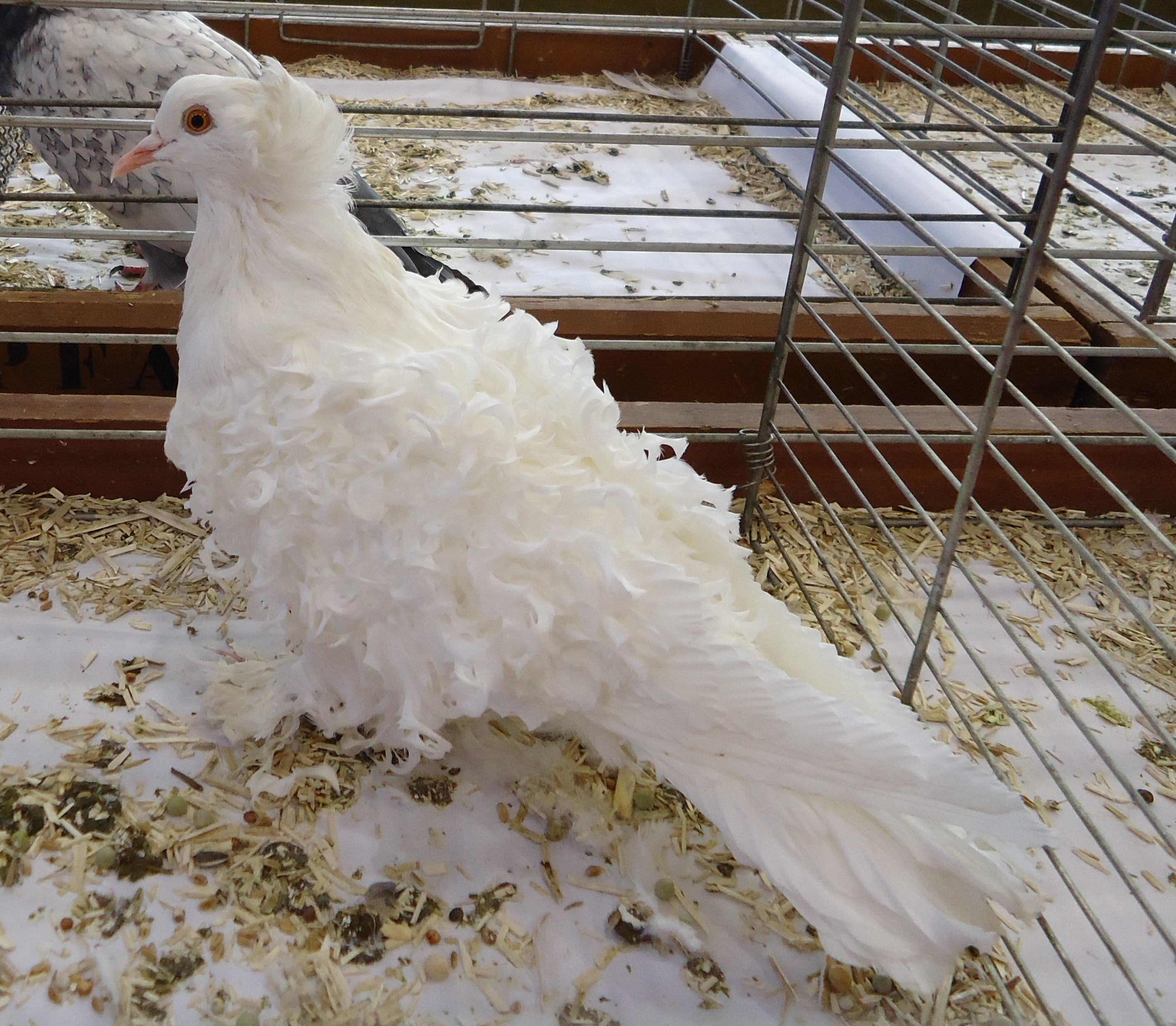
Pigeon frisé à coquille blanc
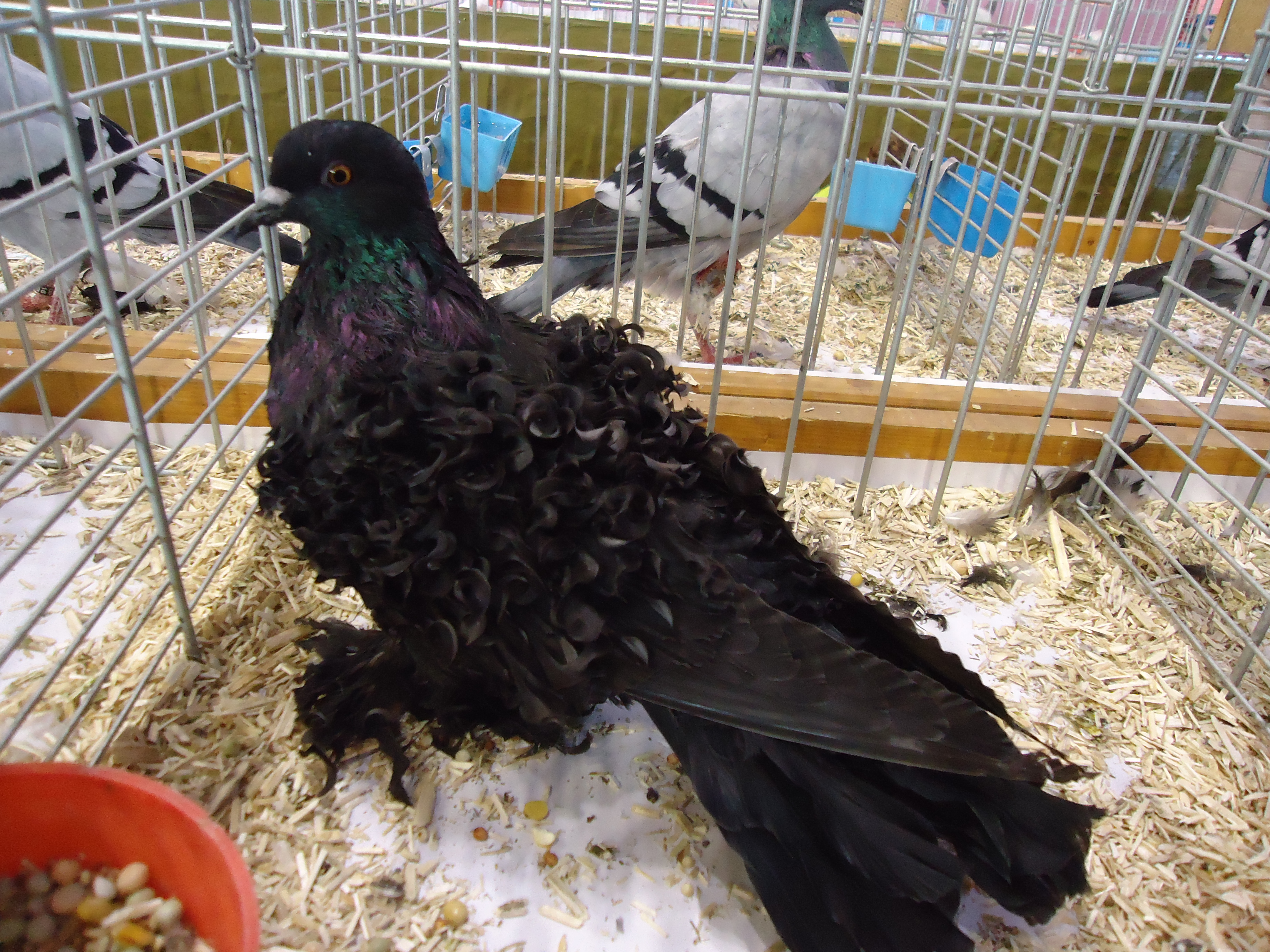
Pigeon frisé noir
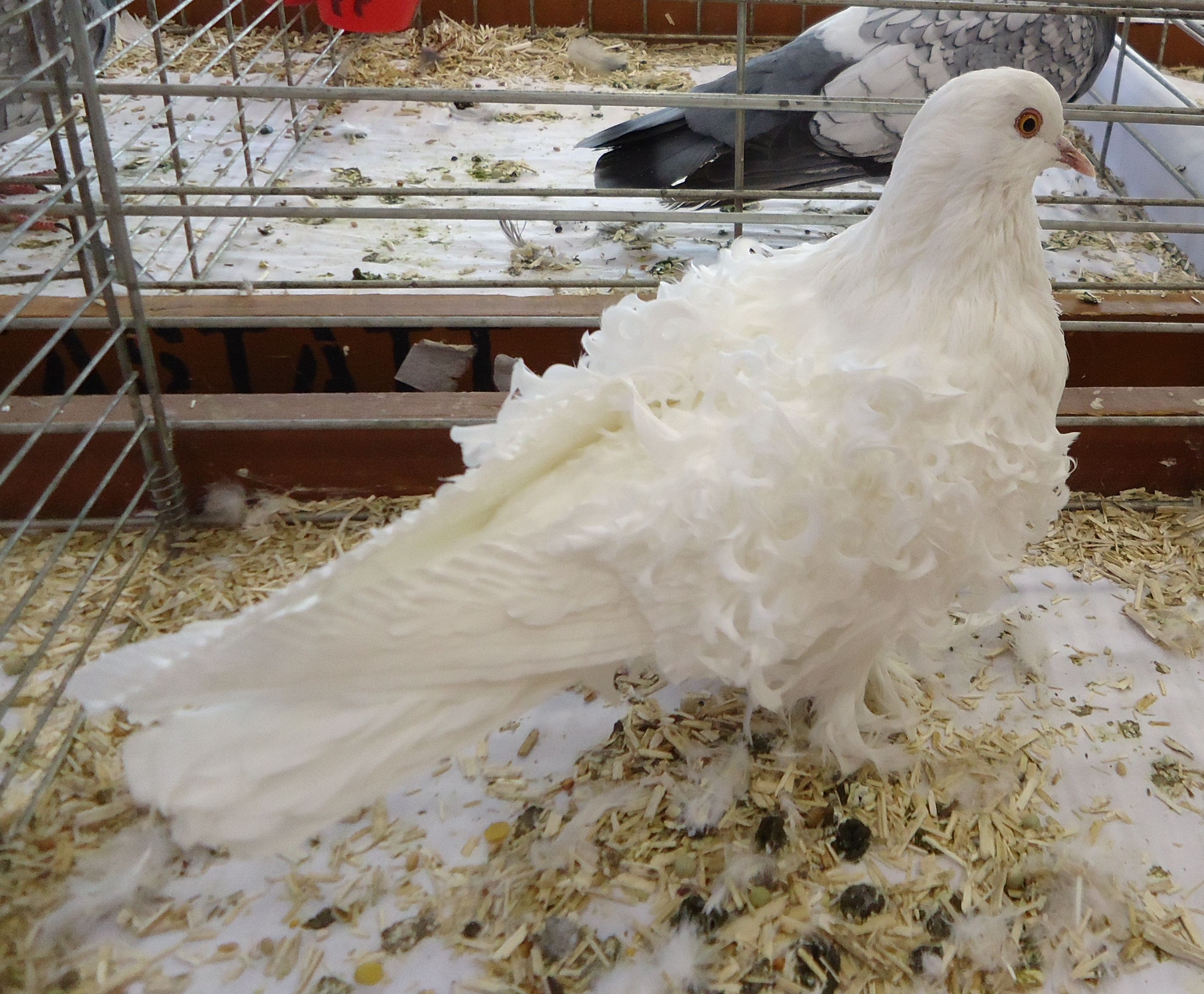
Pigeon frisé blanc
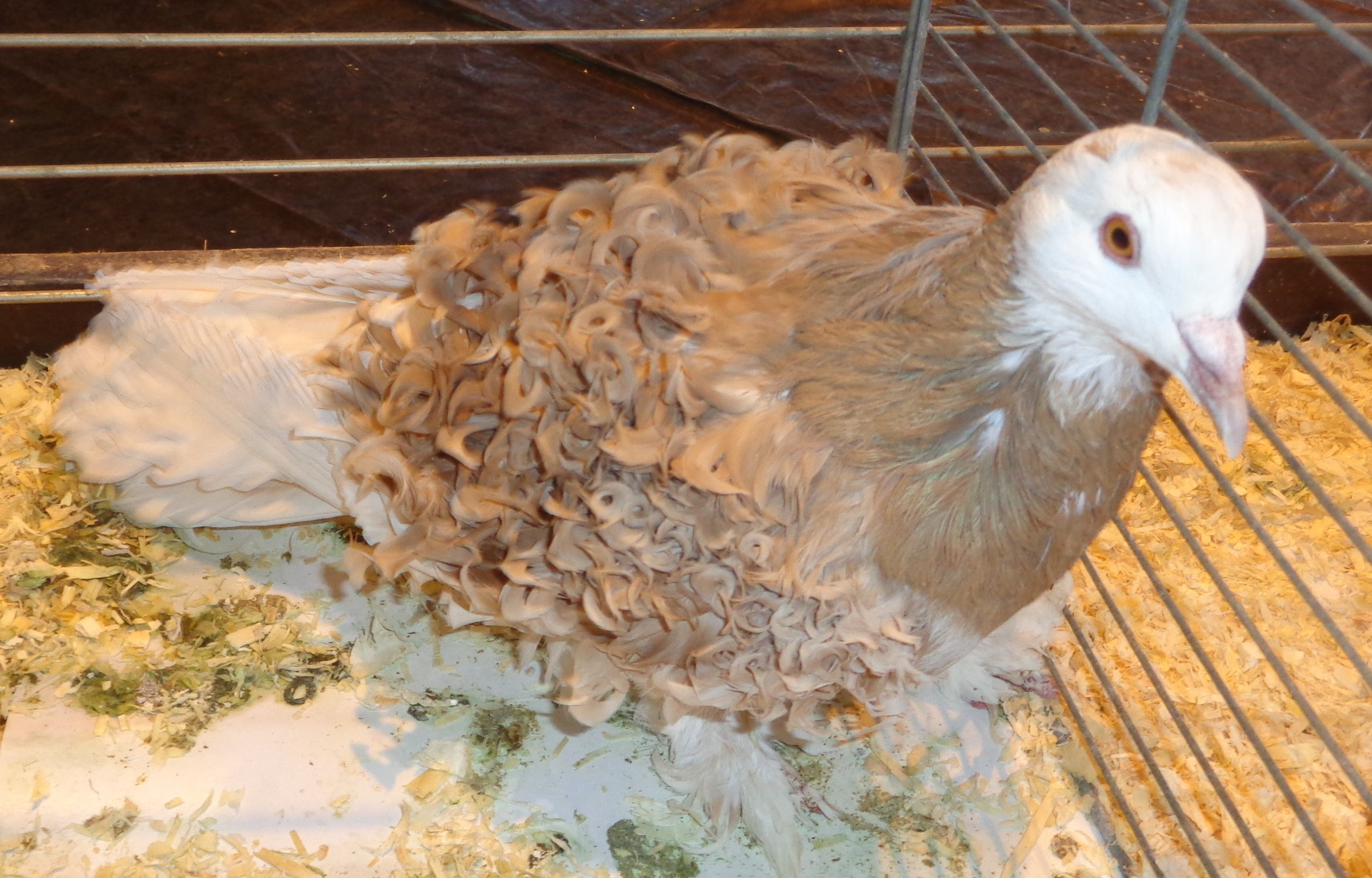
Pigeon frisé grison jaune